# 前田知洋
前田 知洋（まえだ ともひろ、1965年11月10日 - ）は、東京都品川区生まれのプロのクロースアップ・マジシャン、著述家。東京電機大学工学部電気通信工学科（現情報通信工学科）卒。英国マジックサークル、ゴールドスターメンバー。

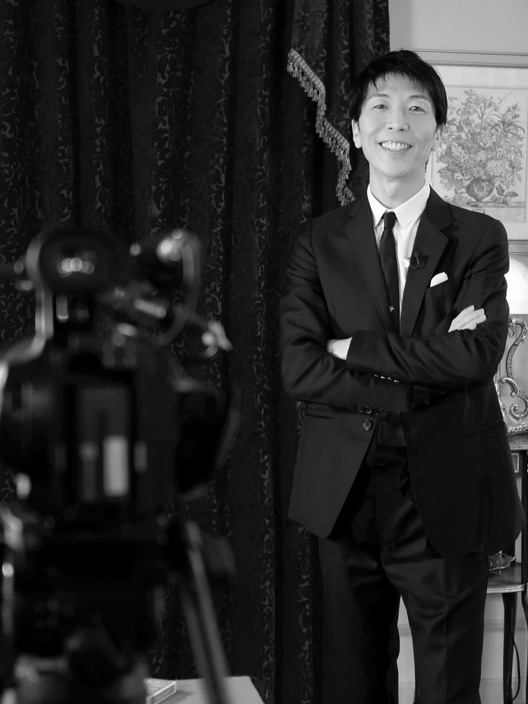
前田知洋（2015年）

## 人物・経歴

### 幼少期
東京都品川区に在住していた。品川区立山中小学校、品川区立伊藤中学校に通学していたことをNHK『課外授業 ようこそ先輩』で明かしている。
「10歳の頃に観たイタリア系アメリカ人のマジックに強い興味を覚えたが、その興味の対象はマジックやトリックより、そのマジシャンが着こなすタキシード、話す英語、バンケットルームなどの雰囲気に魅了された」と小松成美によるインタビューで語っている。
両親が本を読むことを習慣にしていたため、子供の頃から自然と読書をするようになった。捨てられていたテレビなどの電化製品をよく分解して遊んでいた。

### 学生時代
高校、大学時代はエンジニアになることをめざし、大学の研究室ではAI（人工知能）を研究していた「アメリカに留学中は学業に専念するためマジックから距離を置いていたが、渡米の思い出として、アカデミー・オブ・マジカルアーツのオーディションを受けて合格した」と『トップランナー』（NHK総合）で話している。

### プロとしての活動
- 世界的に有名なマジック専門会員制クラブ「マジックキャッスル MAGIC CASTLE」に日本人最年少で出演[9]。
- 天皇・皇后、上皇后、三笠宮、高円宮にマジックを披露している[10][11][12][13]。
- 『徹子の部屋』ゲスト（2005年7月18日）、『笑っていいとも！』テレフォンゲスト（2005年8月18日）など、日本でのテレビ番組の出演回数は100を超えている[14]。
- 舞台でおこなわれる大規模なイリュージョンマジックが人気の時代に、少人数相手の小規模なクロースアップ・マジックで成功した理由について、「昔から、座敷などで踊りや三味線などを楽しむ伝統がある日本なら、似た様式のクロースアップマジックが受け入れられると信じていたから」と日本経済新聞のインタビューで明かしている[15]。
- 観客の前で新品のトランプの封を切ってマジックを始める理由を「カードに仕掛けがないことと『（観客に）あなたのために用意した』と伝える意味がある」（プレジデント誌）[16]「『お客様として丁寧に扱います』という距離感の牽制」と岡村隆史との対談[17]で説明している。
- U.Sプレイング・カード社製品のアジア総代理店であるマツイ・ゲーミング・マシン社から、専用トランプを提案されるが「既存のトランプのデザインが十分に美しいから」という理由で、当初は前田は辞退していた。2004年に既存のデザインにゴールドの縁を加えた" Tomohiro Maeda MODEL TALLY-HO GOLD FRAME "が製作され、2021年までに8色、2サイズの計12種が作られている[18]。" Tomohiro Maeda MODEL TALLY-HO GOLD FRAME "マイカブルー、マイカレッド（2019年）

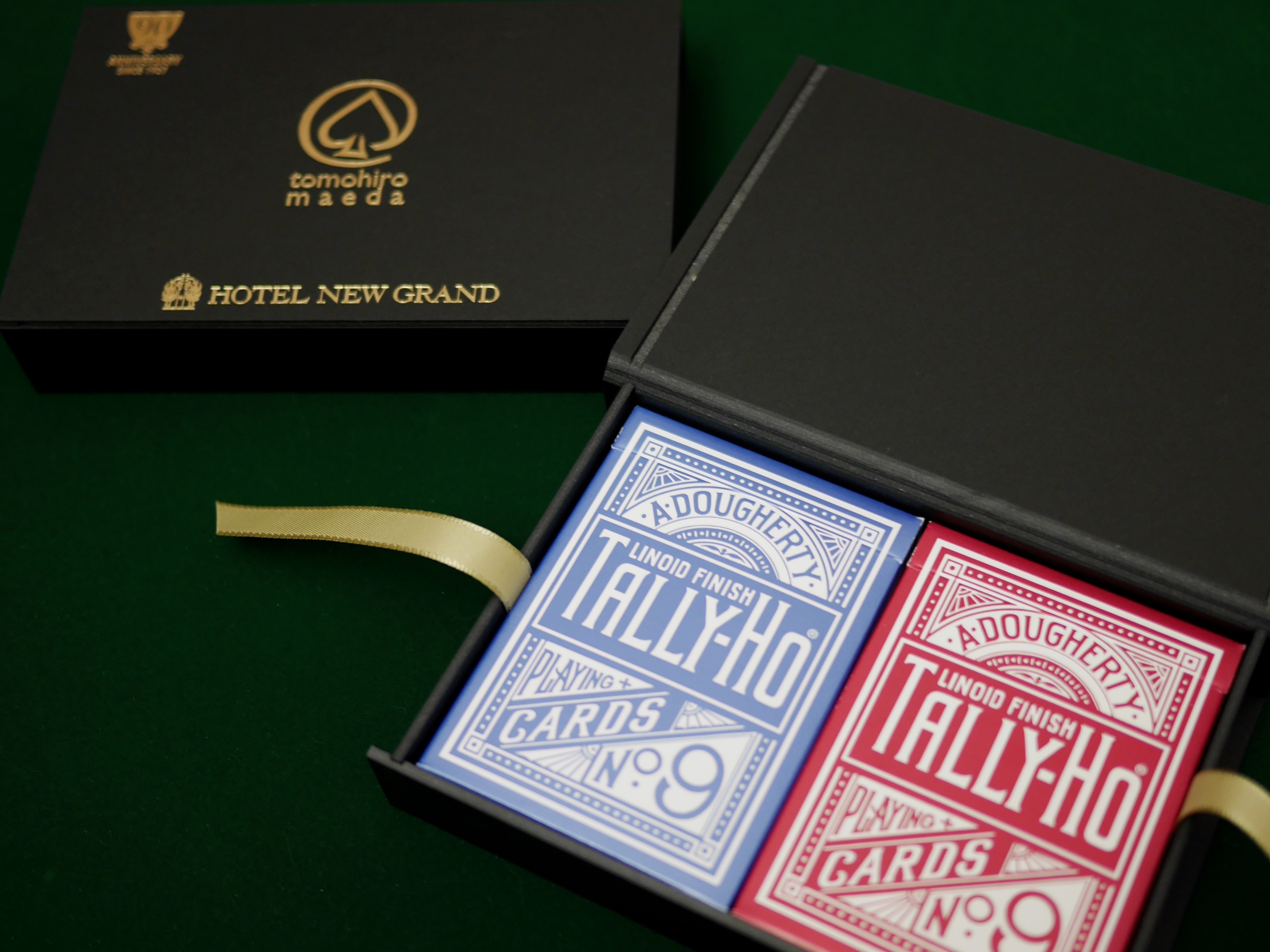
" Tomohiro Maeda MODEL TALLY-HO GOLD FRAME "マイカブルー、マイカレッド（2019年）

- NHK教育『科学大好き土曜塾』で2008年に担当したコーナー「前田知洋の科学マジックの部屋」は、ヨーロッパ、北米、アフリカでも放映されている[19]。
- アメリカの歴史あるマジック専門雑誌『Genii』の表紙を2回飾った（2003年、2008年）[20]ことから、海外での知名度は高めといえる。
- 日本テレビ系「日曜ドラマ」『霊媒探偵・城塚翡翠』で主演の清原果耶にマジックを指導（2022年）[21]。
- 『スッキリ』（日本テレビ）岩田絵里奈「プロマジシャンへの道」マジック指導（2022年、2023年）[22]。
- ラジオ番組『SHONAN BREEZE』（湘南ビーチFM）、「POSITIVE THINKER」他に15年間レギュラー出演（2008年4月 - 2023年3月）。[23]。

### 受賞など
- 日本クロースアップマジック大賞銀賞（1990年）
- 厚川昌男賞（1990年）[注釈 1]
- 厚川昌男賞 優勝者大会最優秀（2002年）
- マジシャン・オブ・ザ・イヤー（2002年）
- JAPAN CUP 2001（2002年）[注釈 2]
- 松旭斎 天洋賞（2002年）[注釈 3]
- ベストクロースアップ・マジシャン・オブ・ザ・イヤー（2002年）
- 日経エンタテインメント!「世界が認めた日本のヒットメーカーベスト100」日経BP社（2005年）
- ジョニーウォーカー・ブルー・ブランドアンバサダー（2009年）
- 松旭斎天一祭賞（2013年）[注釈 4]
- 電気自動車充電サービス WeChargeアンバサダー（2022年12月 - ）[24]

### TVCM
- 大塚製薬『オロナミンC』2005年6月
- ソニー・コンピュータエンタテインメント『PSP』2005年2月
- 大丸松坂屋百貨店『大丸　松坂屋カード』2016年4月

### マジック監修など
- テレビドラマ『古畑任三郎』第21回「魔術師の選択」（フジテレビ）（1996年）マジック監修
- 映画『スイート・スイート・ゴースト　SWEET SWEET GHOST』（日活）（2000年）マジック監修
- マジックができる腕時計CASIO「MGC-10」のアルゴリズム設計（2006年）
- 宝塚歌劇団月組ミュージカル『マジシャンの憂鬱』（東京、大阪公演）マジック監修（2006年）
- 日本テレビ系「日曜ドラマ」『霊媒探偵・城塚翡翠』（2022年）
- 『スッキリ』（日本テレビ）岩田絵里奈「プロマジシャンへの道」マジック指導（2022年12月 - 2023年3月放送）

## 連載・書籍・DVD

### エッセイ、コラムなどの連載
- 「前田知洋の”マジックとスペックのある人生」（ASCII.jp、2015年7月 - ）（150回、2021年9月現在）
- 「前田知洋のタネも仕掛けもあるデザインハック」（ASCII.jp、2012年9月 - 2015年6月）（全70回）
- 「insplation 日々の気づき」（『モダンリビング』ハースト婦人画報社、2013年1月 - 2017年5月）（全27回）
- 「セルフリノベーション物語 INFILL」（『モダンリビング』ハースト婦人画報社、2008年5月 - 2011年5月）（全19回）
- 「人生相談」（『Hanako』マガジンハウス社　2006年1月 - 12月）（全12回）
- 「日常の中の暗号」（『ナンプレファン』世界文化社、2006年2月 - 2009年4月）（全7回）
- 「前田知洋のやさしい生活 on the wall」（『モダンリビング』ハースト婦人画報社、2012年1月 - 11月）（全6回）

### 著書
- 「超あやしいマジック入門」（ポプラ社、2001年）
- 「へなちょこマジック大作戦」（ポプラ社、2004年）
- 「知的な距離感」（かんき出版、2007年）
- 「人を動かす秘密のことば」（日本実業出版社、2007年）
- 「新入社員に送る一冊 第7版」共著（日本経団連出版、2011年）
- 「MLBOOKS 9 セルフリノベーション物語　前田知洋のインフィル　[電子書籍版] 」（ハースト婦人画報社、2013年）
- 「前田知洋の女性のためのマジックレッスン」（東京堂出版、2014年）

### 対談集への収録
- 『芸術を創る脳: 美・言語・人間性をめぐる対話』（酒井邦嘉による対談集に対談者の一人として登場、東京大学出版、2013年）

### DVD
- 「スーパークロースアップマジック 前田知洋 奇跡の指先」（バップ、2004年）
- 「スーパークロースアップマジック 前田知洋 プライベートレッスン」（バップ、2006年）
- 「クロースアップマジシャン 前田知洋 騙されたい脳〜マジックの快楽」（バップ、2008年）

## 魔法の扉シリーズ（マジックセット）
発売：マツイ・ゲーミング・マシン
- 「魔法の扉 第1弾」
  - カードマジック7種、タリホー・ゴールドフレーム、ポストカード
- 「魔法の扉 第2弾」
  - カードマジック5種、タリホー・ミニ
- 「魔法の扉 第3弾 Magic with Life」
  - カードマジック3種＋上達ポイント解説、タリホー・プラチナム、タリホー・カスタムシール
- 「魔法の扉 第4弾 カジノロイヤル」
  - カードマジック5種をオンライン4K動画で解説＋ポーカーチップ

## 通販
発売：カタログハウス
- 「前田知洋のマジックDVDボックス」
  - DVD、前田モデルオリジナルトランプ2個（マイカレッド、マイカブルー）

## 海外書籍への寄稿
- 『Five Times Five』Kaufman and Greenberg（全文英語）
- 『New Magic of Japan』Kaufman and Greenberg（全文英語）